# Gustavo Ballas

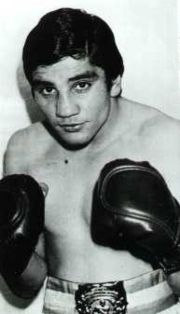
Gustavo Ballas (ca. 1980)

Gustavo Ballas (* 10. Februar 1958 in Villa María, Argentinien) ist ein ehemaliger argentinischer Boxer im Superfliegengewicht.

## Profikarriere
1976 begann er erfolgreich seine Profikarriere. Am 12. September 1981 boxte er gegen Sok-Chul Bae um den Weltmeistertitel des Verbandes WBA und siegte durch technischen K. o. in Runde 8. Diesen Gürtel verlor er allerdings bereits in seiner ersten Titelverteidigung im Dezember desselben Jahres an Rafael Pedroza nach Punkten.
1990 beendete er seine Karriere.